# Акшинское сельское поселение
Акшинское се́льское поселе́ние — муниципальное образование в Акшинском районе Забайкальского края Российской Федерации.
Административный центр — село Акша.

## История
Статус и границы сельского поселения установлены законом Читинской области от 19 мая 2004 года «Об установлении границ, наименований вновь образованных муниципальных образований и наделении их статусом сельского, городского поселения в Читинской области».

## Население
| 2010  | 2011  | 2012  | 2013  | 2014  | 2015  | 2016  |
| ----- | ----- | ----- | ----- | ----- | ----- | ----- |
| 3941  | ↘3934 | ↘3864 | ↘3720 | ↘3610 | ↘3510 | ↘3424 |
| 2017  | 2018  | 2019  | 2020  | 2021  |       |       |
| ↘3383 | ↘3352 | ↗3367 | ↘3325 | ↗3620 |       |       |

## Состав сельского поселения
| № | Населённый пункт | Тип населённого пункта       | Население |
| - | ---------------- | ---------------------------- | --------- |
| 1 | Акша             | село, административный центр | ↗3620     |